# Kalnapilis
Kalnapilis is een Litouws biermerk. Het bier wordt gebrouwen door de Kalnapilio - Tauro grupė in Panevėžys. 

## Varianten
- Original, blond bier met een alcoholpercentage van 5%, gebrouwen met Saazhop.
- White Select, blond troebel bier, type Belgisch witbier, met een alcoholpercentage van 5%
- Grand Select, amberkleurig bier met een alcoholpercentage van 5,4%, gebrouwen met twee hopsoorten, Spalt Select en Brewer's Gold.
- 7.30, blond bier met een alcoholpercentage van 7,3%
- Pilsner, blond bier, type pils, met een alcoholpercentage van 4,6%
- Lite, blond light bier met een alcoholpercentage van 5% dat bestaat in verschillende varianten met toevoeging van fruitsappen zoals sinaasappel (Lite Su Apelsinu Sultimis, 4%) en grapefruit (Lite Su Greipfrutu Sultimis, 2%).

## Prijzen
- World Beer Cup 2004 – gouden medaille voor Kalnapilis 7.3 in de categorie Duitse stijl Heller Bock of Maibock
- World Beer Cup 2004 – gouden medaille voor Kalnapilis Original in de categorie Münchener stijl Helles